# Batalla de Andros
La batalla de Andros fue un combate naval que tuvo lugar en el año 246 a. C., durante la Tercera Guerra Siria, entre las flotas ptolemaica y antigónida (o lo que es lo mismo, egipcia y macedonia, apoyados estos últimos por la isla de Rodas) en las cercanías de la isla griega de Andros. Los antigónidas ganaron la batalla, y en consecuencia, Ptolomeo III perdió las Cícladas en favor de Antígono II Gónatas.
Mencionan esta batalla Justino y Plutarco.